# Gunter Dueck

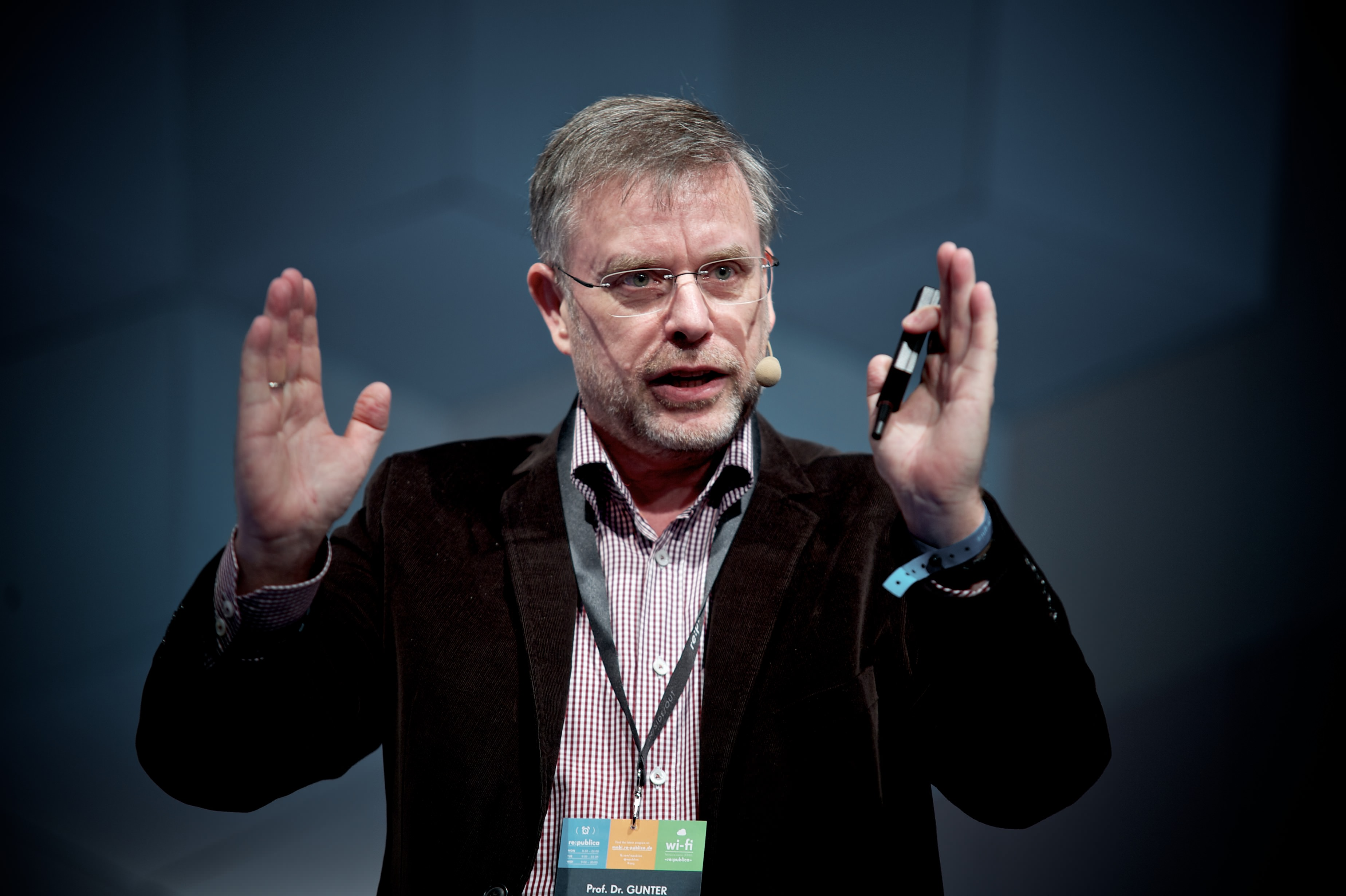
Gunter Dueck (2013)

Gunter Dueck (* 9. Dezember 1951 in Hildesheim) ist ein deutscher Mathematiker und Sachbuchautor.

## Leben
Dueck studierte in Göttingen von 1971 bis 1975 Mathematik und Betriebswirtschaft; er wurde 1977 an der Universität Bielefeld in Mathematik promoviert. Er forschte zehn Jahre mit seinem wissenschaftlichen Betreuer Rudolf Ahlswede zusammen. Gemeinsam gewannen sie 1990 den Prize Paper Award der IEEE Information Theory Society für eine neue Theorie der Nachrichtenidentifikation. Nach der Habilitation 1981 war Gunter Dueck fünf Jahre Professor für Mathematik an der Universität Bielefeld.
1987 wechselte er an das Wissenschaftliche Zentrum der IBM in Heidelberg. Dort gründete er eine Arbeitsgruppe zur Lösung industrieller Optimierungsprobleme und war maßgeblich am Aufbau des Data-Warehouse-Service-Geschäftes der IBM Deutschland beteiligt, zuletzt als Chief Technology Officer. Gunter Dueck war IBM Distinguished Engineer, Mitglied der IBM Academy of Technology und IBM Master Inventor. Er arbeitete an der technologischen Ausrichtung der IBM, an Strategiefragen und Cultural Change mit. Einer der amerikanischen IBM-Bosse hat für Dueck den Spitznamen „wild duck“ geprägt, der sehr gut zu Duecks Publikationen passt, weil er ins Deutsche übersetzt so viel wie "Querdenker" bedeutet. Dueck liebt diesen Spitznamen und hat ihn auch im Titel eines seiner Bücher verwendet. Im August 2011 ist er bei IBM in den Ruhestand gegangen.
Dueck war Mitglied der Präsidien der Gesellschaft für Informatik (GI) und der Deutschen Mathematiker-Vereinigung (DMV). Er arbeitet seit 1. September 2011 als freier Schriftsteller und Redner, schreibt die Kolumne im Informatik Spektrum. Er ist IEEE Fellow und seit 2008 korrespondierendes Mitglied der Akademie der Wissenschaften zu Göttingen.
Anfang 2013 beteiligte sich Dueck als Gründungsgesellschafter an der HalloWelt! Publishing GmbH, die mit BlueForge eine Art Wikipedia der Software aufbaute, in der Software bewertet, kommentiert und auch „in der Cloud“ ausprobiert werden konnte. Die Gesellschaft hat Ende 2015 ihre Liquidation beschlossen. Seit 2015 ist Dueck zudem Gesellschafter und Mitglied des Beirats der voiXen GmbH, eines Start-ups, welches einen Cloud-Dienst für die einfache Verwaltung und Auswertung von Sprachaufzeichnungen vor allem für Callcenter anbietet. Seit 2018 ist Dueck außerdem Angel-Investor der Sharpist GmbH, eines Start-ups, welches eine skalierbare Plattform zur Persönlichkeitsentwicklung von Mitarbeiterinnen und Mitarbeitern, insbesondere durch Coaching, anbietet.
Er lebt mit seiner Frau in Waldhilsbach bei Heidelberg und hat zwei Kinder.

## Schriften
Dueck publiziert satirisch-philosophische Sachbücher über das Leben, die Menschen und Manager. Den wichtigsten Teil seiner Weltanschauung legte er in einer Trilogie mit folgenden Bänden nieder:
- Omnisophie: Über richtige, wahre und natürliche Menschen (2002),
- Supramanie: Vom Pflichtmenschen zum Score-Man (2003) sowie
- Topothesie: der Mensch in artgerechter Haltung (2004).

Seine früheren Bücher Die beta-inside Galaxy, E-Man: Die neuen virtuellen Herrscher und Das Sintflutprinzip handeln vom gleichen Thema. Zentral für sein Werk ist außerdem sein Buch Wild Duck: Empirische Philosophie der Mensch-Computer-Vernetzung, ein Werk über die Verschiedenheit der Menschen, die Gesellschaft, das Management und den Alltag.
Seine Bücher bauen zwar aufeinander auf, sind aber in sich geschlossen.
In vielen seiner Werke greift er auf die Temperamentklassifikation von David Keirsey, die eine Weiterentwicklung von MBTI ist, zurück. Dieses Modell abstrahiert er in seiner späteren Literaturlaufbahn.
Der Springer-Wissenschaftsverlag veröffentlicht seine Werke unter der Rubrik Dueck's World. Seine Beta-Inside-Kolumne erscheint regelmäßig im Informatik Spektrum.
Duecks Buch „Lean Brain Management - Erfolg und Effizienzsteigerung durch Null-Hirn“ erhielt von der Financial Times Deutschland den Wirtschaftsbuchpreis 2006. Die Preisvergabe wurde mit folgenden Worten begründet: "Sein Buch ist eine ebenso geistreiche wie bissige Abrechnung mit dem Hang der Managerkaste zum Sparen - koste es was es wolle ... Alle Denkverbote ignorierend  beschreitet Dueck einen Weg, der zeigt, wie Unternehmen mit null Hirn zum Erfolg finden.
Seit August 2012 erscheint die Podcastreihe „Dueck antwortet“ mit Gunter Dueck und dem Journalisten Robert Kindermann. Inhaltliche Schwerpunkte sind „er selbst und Fragen seiner Leser, Zuschauer und Zuhörer“.

## Bücher
- Die beta-inside Galaxie. Springer, Berlin 2000, ISBN 3-540-41433-9.
- E-Man: Die neuen virtuellen Herrscher. 2. Auflage. Springer, Berlin 2002, ISBN 3-540-43859-9.
- mit Ulrich Hirsch (Hrsg.): Management by Mathematics: Erfahrungen u. Erfolge von  Executives und Politikern. Vieweg, Wiesbaden 2003, ISBN 3-528-03187-5.
- Omnisophie: über Richtige, Wahre und Natürliche Menschen. Springer, Berlin 2002, ISBN 3-540-20925-5.
- Supramanie: vom Pflichtmenschen zum Score-Man. Springer, Berlin 2003, ISBN 3-540-00901-9.
- Topothesie: der Mensch in artgerechter Haltung. Springer, Berlin 2004, ISBN 3-540-21464-X.
- Das Sintflutprinzip: ein Mathematik-Roman. Springer, Berlin 2004, ISBN 3-540-20526-8.
- Wild Duck: Empirische Philosophie der Mensch-Computer-Vernetzung. Verlag Markus Kaminski, 2005, ISBN 3-938204-88-5.
- Dueck's Trilogie: Omnisophie - Supramanie - Topothesie, 3 Bände im Schmuckschuber. Springer, Berlin 2005, ISBN 3-540-27722-6.
- Ankhaba: Aufstieg und Zerfall der Untoten und ein menschliches Ende. Verlag Markus Kaminski, 2006, ISBN 3-938204-99-0.
- Lean Brain Management - Erfolg und Effizienzsteigerung durch Null-Hirn. Springer, Berlin 2006, ISBN 3-540-31146-7.
- Dueck's Panopticon: Gesammelte Kultkolumnen. Springer, Berlin 2007, ISBN 978-3-540-71704-1.
- Abschied vom Homo Oeconomicus : Warum wir eine neue ökonomische Vernunft brauchen. Eichborn, Frankfurt am Main 2008, ISBN 978-3-8218-5678-0.
- Direkt-Karriere: Der einfachste Weg nach ganz oben. Eichborn, Frankfurt am Main 2009, ISBN 978-3-8218-5976-7.
- Aufbrechen!: Warum wir eine Exzellenzgesellschaft werden müssen. Eichborn, Frankfurt am Main 2010, ISBN 978-3-8218-6514-0.
- Platons grotesker Irrtum: und 98 andere Neuronenstürme aus Daily Dueck. Springer, Berlin 2010, ISBN 978-3-642-04606-3.
- Professionelle Intelligenz: Worauf es morgen ankommt. Eichborn, Frankfurt am Main 2011, ISBN 978-3-8218-6550-8.
- Das Neue und seine Feinde: Wie Ideen verhindert werden und wie sie sich trotzdem durchsetzen. Campus, Frankfurt am Main 2013, ISBN 978-3-593-39717-7.
- Die beta-inside Galaxie. erweiterte 2. Auflage. Springer Vieweg, 2013, ISBN 978-3-642-34937-9.
- Verständigung im Turm zu Babel: Über Multi-Channel-Kommunikation und proaktives Zuhören. Campus Verlag, 2013, ISBN 978-3-593-42255-8. (E-Book)
- Schwarmdumm. So blöd sind wir nur gemeinsam. Campus, Frankfurt am Main 2015, ISBN 978-3-593-50217-5.
- Flachsinn. Ich habe Hirn, ich will hier raus. Campus, Frankfurt am Main 2017, ISBN 978-3-593-50517-6.
- Heute schon einen Prozess optimiert?: Das Management frisst seine Mitarbeiter. Campus, Frankfurt am Main 2020, ISBN 978-3-593-51084-2.
- Keine Sinnfragen, bitte!: Wir arbeiten leidenschaftlich - für die Tonne. Campus, Frankfurt am Main 2022, ISBN 978-3593516110

## Wissenschaftliche Artikel (Auswahl nach Zitierungszahlen)
- Gunter Dueck und Tobias Scheuer: Threshold accepting: A general purpose optimization algorithm appearing superior to simulated annealing. In: Journal of computational physics. 90(9). 1990. S. 161–175.
- Gunter Dueck: New optimization heuristics: The great deluge algorithm and the record-to-record travel. In: Journal of Computational physics. 104(1). 1993 S. 86–92
- Gunter Dueck und Peter Winkler: New concepts and algorithms for portfolio choice. In: Applied stochastic models and data analysis. 8(3). 1992. S. 159–178
- Gunter Dueck: Partial feedback for two-way and broadcast channels. In: Information and control. 46(1). 1980. S. 1–15
- Gunter Dueck: Views of knowledge are human views. In: IBM Systems Journal 40(4). 2001. S. 885–888
- Gunter Dueck: The strong converse to the coding theorem for the multiple–access channel. In: J. Comb. Inform. Syst. Sci. 6(3). 1981. S. 187–196[5]